# Meurtres en Berry
Pour plus de détails, voir Fiche technique et Distribution.
Meurtres en Berry est un téléfilm français écrit par Natascha Cucheval et Iris Ducorps et réalisé par Floriane Crépin en 2020. Il fait partie de la collection Meurtres à.... Il est diffusé pour la première fois en Suisse le 26 février 2021 sur RTS Un, en Belgique le 31 janvier 2021 sur La Une et en France le 28 août 2021 sur France 3.

## Synopsis
Le corps d'Antoine Noiret, oncologue, est retrouvé au bois de Chanteloube, dans la Mare au Diable. Il présente des signes de sacrifice rituel de sorcellerie.
Basile Tissier est appelé pour aider à résoudre l'affaire, à son grand dam puisqu'il évite de retourner dans la région, à la suite d'un traumatisme d'enfance, brûlé jadis par des camarades (qui le traitaient de fils de sorcière) ; dont l'un est devenu gendarme et avec qui il doit collaborer sur l'affaire du médecin tué.
Il interroge les beaux parents du médecin, qui était devenu veuf, ainsi que son jeune fils, et les voisins dont une des filles, Louane, est atteinte d'un cancer qu'ils croient pouvoir guérir grâce à une magnétiseuse, Noémie. Le policier entame une relation amoureuse avec la médecin qui cherche à soigner Louane, et règle aussi ses comptes, avec sa mère, magnétiseuse, qui ne put le soigner quand il fut brûlé enfant. 
L'autopsie du cadavre révèle que Noiret était atteint d'une tumeur au cerveau et sous l'empire de morphine lorsqu'il est décédé. 
C'est finalement grâce au roman de George Sand, la Mare Au diable, que Tissier trouvera des clés pour résoudre l'affaire du médecin assassiné.

## Fiche technique
- Titre : Meurtres en Berry
- Réalisation : Floriane Crépin
- Scénario : Natascha Cucheval, Iris Ducorps
- Producteurs : Roman Turlure, Iris Bucher
- Direction de production : Julien Flick
- Directeur de la photographie : Patrick Ghiringhelli
- Montage : Vincent Delorme
- Musique originale : Emilien Levistre, Xiaoxi Levistre
- Sociétés de production : Quad Drama, France Télévisions
- Pays d'origine : France
- Langue originale : français
- Genre : Policier
- Durée : 90 minutes
- Dépôt légal : 2020
- Dates des premières diffusions :
  -  Suisse : 26 février 2021, sur RTS Un
  -  Belgique : 31 janvier 2021, sur La Une
  -  France : 28 août 2021, sur France 3

## Distribution
- Aurélien Wiik : Basile Tissier
- Fauve Hautot : Solène Durel
- David Mora : Stéphane Beaumont
- Boris Terral : Antoine Noiret
- Julie-Anne Roth : Aline Mercier
- Clarisse Lhoni-Botte : Anne Fauvel
- Bérangère Mc Neese : Isabelle Servin
- Niseema : Delphine Tissier
- Noémie Zeitoun : Noémie Vasserot
- Arthur Verret : Cédric Perrec
- Martin Pautard : Yvan Mercier
- Virgile Sicard : Lucas Servin
- François Bureloup : Claire Berrero
- Viggo Ferreira-Redier: Pierre Noiret
- Philippe Lebas : Guy Leroy
- Christine Joly : Christiane Leroy
- Adèle Parlange : Louane Mercier
- Jeanne Parisot : Emma Tissier